# 脇あかり
脇 あかり（わき あかり、1998年1月24日 - ）は、日本のタレント。女性アイドルグループ「東京パフォーマンスドール」の元メンバー。
大分県出身。キューブ所属。

## 略歴・人物
2013年、約17年ぶりに再始動する新生東京パフォーマンスドールのメンバーの1人に全国8,800人の応募者の中から選出され、同年6月にステージデビュー。
飯田桜子のソロ曲「恋して女みがいて」の振り付けを担当した。
2018年3月から、大分県別府市のツーリズム別府大使に任命された。
趣味はベーグルカフェめぐり、ポエム（詩）。
特技はチアガール、新体操、ツボ押し。

## 出演

### テレビドラマ
- 残念な夫。 第3話（2015年1月28日、フジテレビ） - 玉木宏演じる榛野陽一の妄想の中で暴れる女の子 役[6]
- チア☆ダン 第8話（2018年8月31日、TBS） - 加藤友梨奈 役[7]

### バラエティー
- なんでも、やるんちゃんねる！大分いきだよ会（大分放送、2019年7月19日 - 2020年12月15日）レギュラー出演MC
- 全力坂（テレビ朝日、2019年8月7日[8]、15日[9]）

### 雑誌
- Fashion and Culture Magazine OVERTURE（竹書房）
  - No.005（2015年12月19日発売）[10]
- 週刊ファミ通（Gzブレイン）
  - 2017年11/9号（2017年10月26日発売）[11]
- 月刊シティ情報おおいた（おおいたインフォメーションハウス株式会社）
  - 2019年10月号（2019年9月25日）、2020年1月号（2019年12月25日）
- VDC Magazine（VDC Magazine編集部）
  - 013（2019年9月27日） - コラム「脇あかりのだいじょばん」[12]
- 週刊ベースボール 2019年12/2号（2019年11月20日、ベースボール・マガジン社）[注 1]

### ネット配信
- SHOWROOM
  - 東京パフォーマンスドール「脇あかりのだいじょばん」[13]
    - （2018年5月18日 - 9月21日） - 隔週金曜日21:00から配信
    - （2018年10月4日 - 2019年7月25日） - 隔週木曜日20:00から配信

  - 脇あかり（東京パフォーマンスドール/ツーリズム別府大使） - 不定期の個人配信[14]。
- SEVEN COLORS -girls life memory-（2024年10月30日 - 12月18日、Lemino・TBS）- 参加者[注 2][15]

### イベント
- こども湯～園地２０１９、ナイト湯～園地２０１９（2019年9月1日、別府ラクテンチ）[16]
- DJダイノジpresents『ジャイアンナイトBEPPU あいらぶみー 1』（2019年10月9日、Studio Roots）[17]
- IDOL LEGEND CARNIVAL×TAKAKI IDOL FESTIVAL（2019年11月10日、白金高輪SELENE b2） - SPゲスト

### 舞台
- 舞台けものフレンズ「JAPARI STAGE!」～おおきなみみとちいさなきせき～（2019年9月27日 - 10月6日、品川プリンスホテル クラブeX） - ヒクイドリ役[18]
- Ninja Illusin LIVE（2020年7月2日 - 9月26日、浅草九劇）[19]
- ミュージカル「原点再起」（2025年3月13日 - 15日、CBGKシブゲキ!!） - さやか 役[20]

### テレビ
- 5スター（2019年10月9日、大分朝日放送）
- 旬感!3ch（2019年10月9日、大分放送）

### ラジオ
- Clover Radio Terrace（2019年10月9日、FM大分）
- ヨル☆STAGE（甲斐蓉子、髙木ゆりあと共にパーソナリティを務める）